# MotionStudio 3D
MotionStudio 3D（モーションスタジオ スリーディー）とは、かつてコーレル株式会社が開発、発売していた3Dタイトル/オブジェクトアニメーションソフトウェア。元々ユーリードがCool 3Dとして開発・販売していた。。現在はVideoStudioの上位版（ Ultimate）に「3Dタイトルエディタ」として機能の一部が組み込まれている。

## 概要
MotionStudio 3Dは動画編集に使う映像素材を創るソフトウェアである。オブジェクト、アニメーション、エフェクトなどのテンプレートはトータルで1,000種類以上。テンプレートを使って手軽に3Dタイトルや簡易モデルが作成できる。文字を入力したり、図形を描画してそれを「押し出し」たり「回転」させることで3D化。テクスチャを適用してオリジナルのオブジェクトが作成できる。
花火、レンズフレアなどのエフェクトを192種類、雪、煙、炎などの画像をランダム発生させるパーティクル効果を50種類搭載している。
3DSなどの3Dオブジェクトの入力や、パス（.AI、.EMF、.WMF)のインポートに対応。透過情報を含んだAVIに保存することで動画編集ソフトウェアのVideoStudioなどで読み込むことができる。

## 他のソフトウェアとの違い

### 動画編集ソフトウェア
動画を読み込み背景に配置することはできるが、カット編集などはできない。AVIやMP4で出力した上で動画編集ソフトで合成したほうが効率が良い。また、作成時フレームレートをタイムラインの上部で設定するので長めに作っておかないと、数秒でアニメーションが終わってしまう（60fpsで設定→30fpsで出力すると2秒）
フルハイビジョン(1920x1080)で出力することも可能。
CorelVideoStudioUltimateのバージョン2018以降に「3Dタイトルエディター」が搭載されているが、多くのプリセットやパーティクル機能などは省かれているため、3Dオブジェクトを扱いたい場合はMotionStudio3Dが必要である。

### 3Dソフトウェア
MotionStudio 3Dはオブジェクト自体を動かしたり、変形させることは可能で、歪ませるアニメーションもプリセットからクリックで選択できるが、ボーン設定がないため、キャラクターの腕を動かすなどには向いていない。複雑な設定ができない分シンプルなオブジェクトを動かす（地球儀を回転させるようなもの）はとても楽に作成ができる。
また、背景に画像・映像を配置することができるが、地面・空などの設定はできないため、オブジェクト設定に重力の項目が無い。パーティクル設定には「引力」「衝突」項目があるのでリアルな表現が可能。

## 歴史
- 2003年2月UleadよりCool 3D Studio発売。
- 2011年8月CorelよりMotionStudio 3D発売。Windows 7に対応、VideoStudioとの連携強化、パーティクルなどの機能強化、改善が行われる。
- 2018年2月Corel VideoStudio 2018 Ultimateに、3Dタイトルエディターとして機能制限版が組み込まれる。

## ソフト間の連携
VideoStudioはバージョンX4以降、MotionStudio 3Dのプロジェクトデータを読み込むことが可能になっている。また、他社製ソフトウェアで使いたい場合は、透過情報を含んだAVIへ出力することも可能である。